# Broadgate
Broadgate er et stort kontor- og forretningskompleks i den nordvestlige del af City of London, vest for Liverpool Street Station. Centeret dækker et areal på 1,2 hektar. I de seneste år har Broadgate i stor grad også været brugt om hele området omkring Liverpool Street Station.
British Rail var inde i projektet i en tidlig fase, og lancerede Broadgate som et led i finansiering af ombygningen af Liverpool Street Station. I 1986 lukkede den gamle Broad Street station, og samme år blev de to første bygninger i komplekset indviet. Arkitektfirmaet Arup Associates fik meget kritik for sin brutalistiske stil. Fem år senere bestod komplekset af 13 bygninger; de fleste beklædt med rosa granit. Centerets midtpunkt er Broadgate Arena, en cirkelrund plasd omgivet af rækker af butikker, barer og restauranter. Om sommeren er arenaen scene for forskellige kulturarrangementer; fra oktober til april bruges den som skøjtebane. 
I 2008 udvides Broadgate med to nye, store byggerier – Bishopsgate nr. 201 og en skyskraber som får navnet Broadgate Tower. Broadgate Tower bliver den tredje højeste bygning i City – efter Tower 42 og Swiss Re-bygningen. 